# Matta
Matta là một chi nhện trong họ Tetrablemmidae.

## Hình ảnh

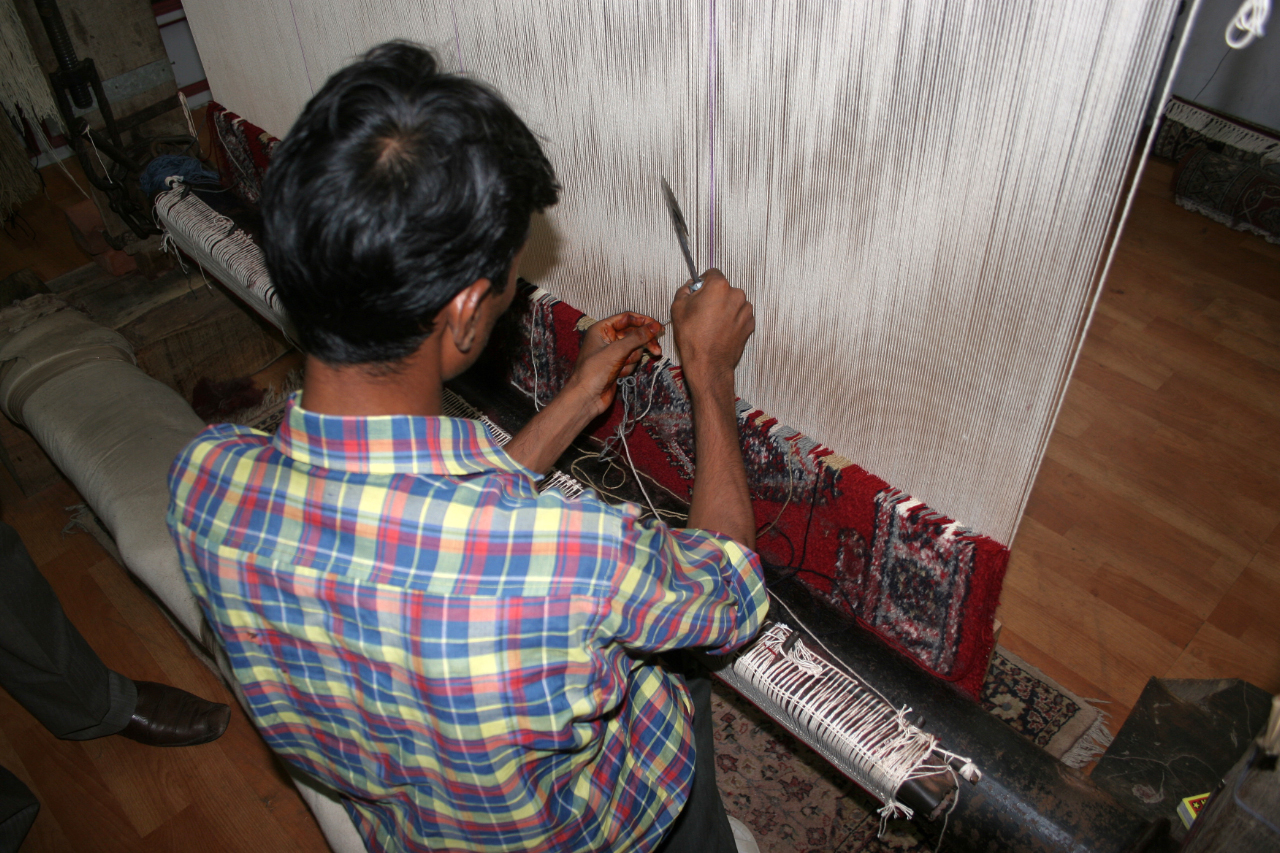
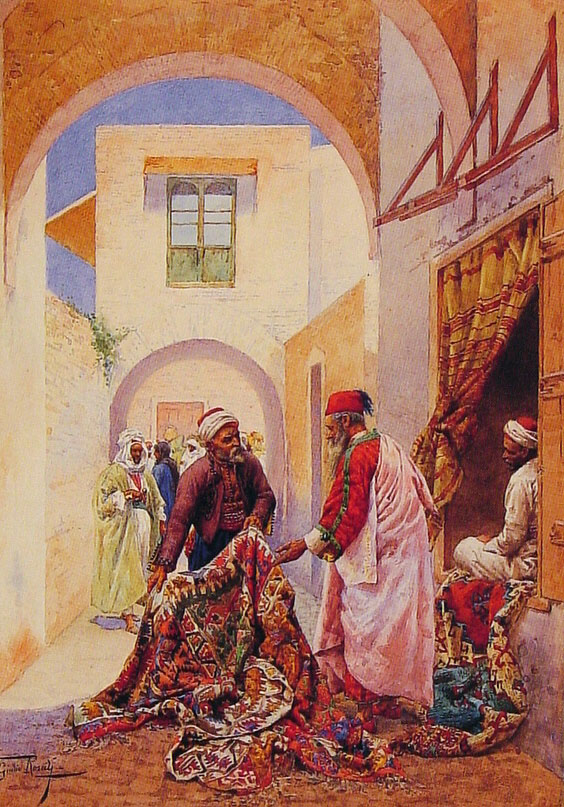
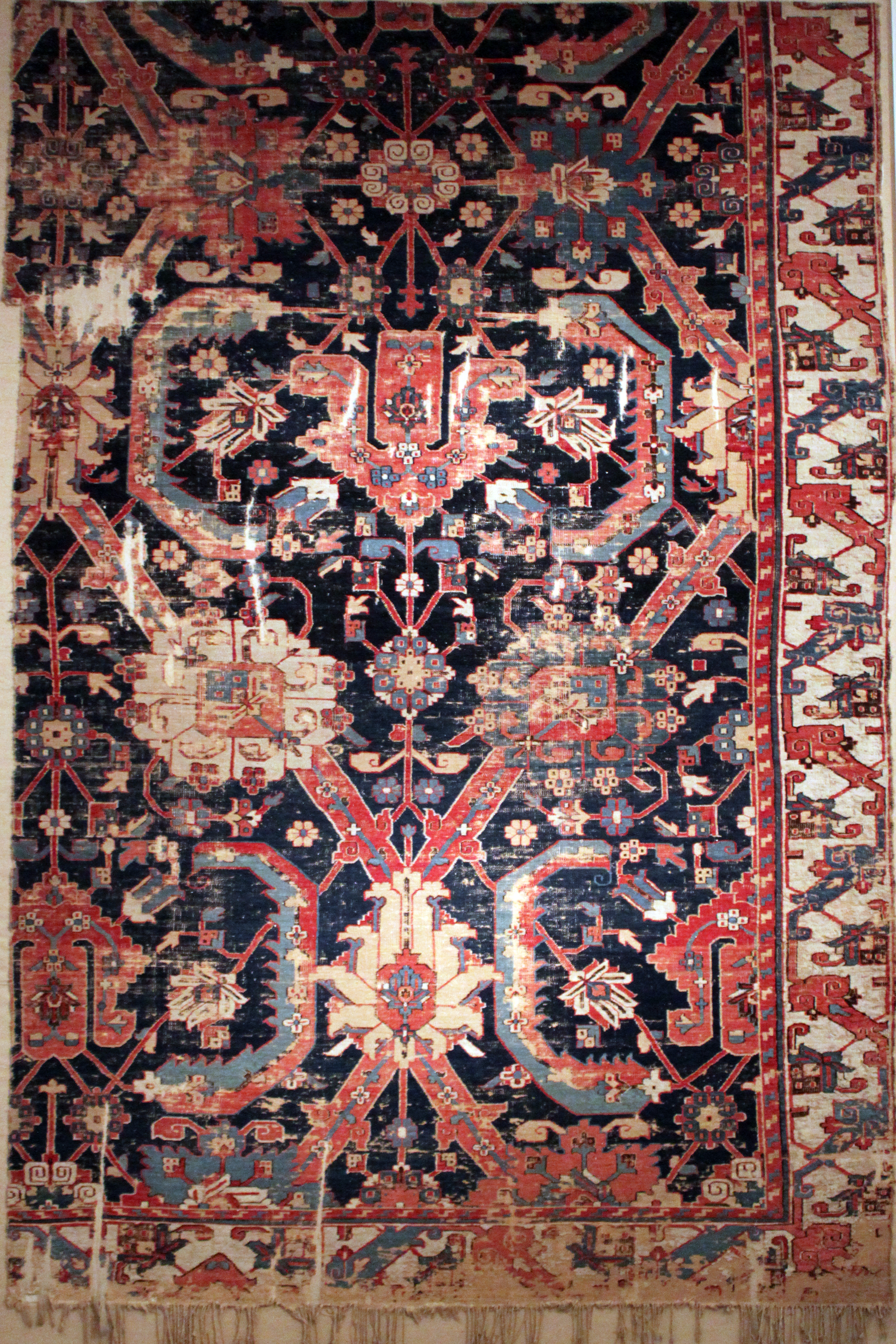
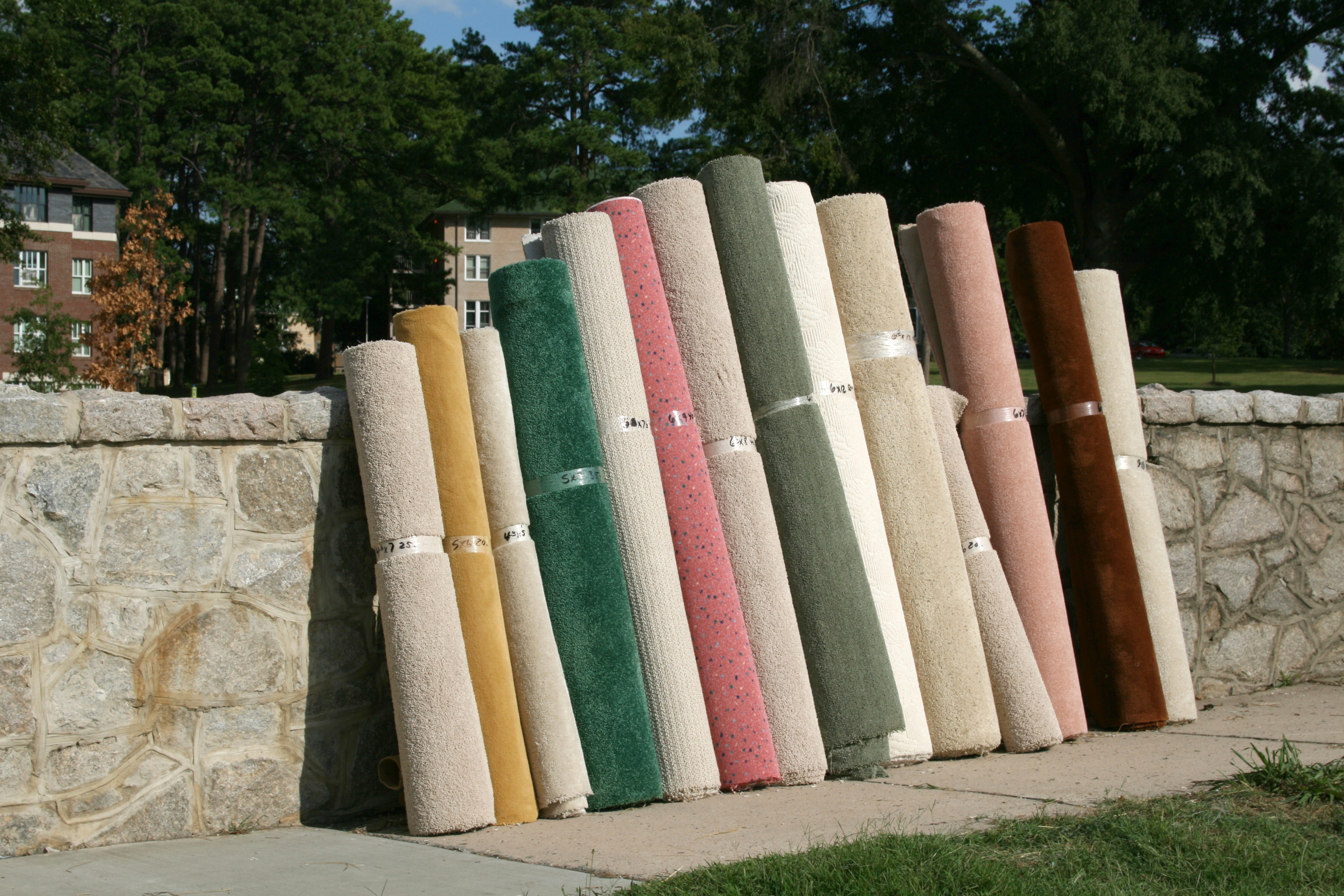